# Битва при Улан-Бутуне
Битва при Улан-Бутуне (кит. упр. 乌阑布通之战, пиньинь Wulan Butong zhi zhan; монг. Улаанбудангийн тулалдаан) — одно из крупнейших сражений Первой ойрато-маньчжурской войны, состоявшееся 1—5 августа 1690 года, в котором пятикратно превосходящее по численности войско маньчжуров не смогло добиться победы над армией джунгарского хана Галдан-Бошогту.

## Ход битвы
Разбив экспедиционный корпус маньчжуров в Ологойской битве летом 1690 года, Галдан c северо-востока Халхи ушёл на юг, в район Шара-Мурэна, однако, узнав о мятеже, поднятом против него в Джунгарии его племянником Цэван-Рабданом, начал отходить на север. Навстречу Галдану Канси отправил две армии: левого крыла (из Губэйкоу) и правого крыла (из Сифэнкоу), в расположение войск император выехал лично. Галдан, опасаясь прямой и скорой конфронтации с главными цинскими силами, попытался завязать переговоры. Однако 1 августа маньчжурская разведка обнаружила на берегу реки в местности Улан-Бутун (ныне хошун Хэшигтэн-Ци аймака Улан-Хад, Внутренняя Монголия) ойратские войска.
Джунгары разместили отряды в лесу на высоких откосных берегах реки, для защиты положа перед собой верблюдов. Пользуясь пятикратным превосходством в живой силе, маньчжуры сковали центр ойратской армии перестрелкой из ружей и пушек, уничтожив «верблюжью крепость», в то время как их отряды на обоих флангах переправились на тот берег. Левому крылу маньчжуров удалось окружить и сбить с позиций джунгарских стрелков, однако на правом фланге наступление маньчжурской кавалерии увязло в болотах, и она и была отброшена ойратской контратакой. Не сумев укрепиться на берегу противника, к вечеру маньчжуры отозвали войска назад.
Вместо уничтоженной «верблюжьей крепости» ойраты установили щиты из прутьев и укрепления из сваленных деревьев. Последующие 3 дня не изменили ситуацию в пользу какой-либо из сторон. Галдан, отправив для затягивания времени в ставку маньчжуров Ялгуусан-хутухту, ночью 5 августа снялся с позиций и ушел на север, а затем в сторону Кобдо, не преследуемый маньчжурами.

## Результаты битвы
Галдан сохранил армию в битве с лучшей армией Дальнего Востока, пятикратно превосходившей ойратов по численности и оснащённой артиллерией. Под контролем Галдана осталась часть Халхи, а оставшаяся часть постоянно находилась под угрозой его вторжения.